# Waiting for Happiness
Đợi chờ hạnh phúc (tiếng Pháp: Heremakono, en attendant le bonheur/Heremakono, trong khi đợi chờ hạnh phúc) là một bộ phim tâm lý xã hội của đạo diễn Abderrahmane Sissako.

## Nội dung
Nouadhibou là một thành phố nhỏ bên bờ biển Mauritanie. Abdallah gặp lại mẹ mình ở đây trong thời gian chờ đợi đi châu Âu. Tại xứ sở của sự lẩn tránh và hi vọng mong manh này, chàng trai trẻ cố gắng giải mã thế giới bao quanh mình vì không hiểu tiếng địa phương. Ánh mắt anh dõi theo Nana, một cô gái gợi cảm sống gần nhà anh. Makan, một chàng trai cũng mơ về châu Âu như anh. Maata, một ngư dân đã bỏ nghề để trở thành thợ điện, và Khatra, thợ học nghề của Maata. Những số phận hợp rồi tan theo tháng ngày, trong khi chờ đợi một hạnh phúc tưởng tượng ở một chân trời khác.

## Ê-kíp
- Dựng phim: Jacques Besse
- Âm nhạc: Oumou Sangare, Anouar Brahem
- Biên tập: Nadia Ben Rachid
- Thiết kế sản xuất: Joseph Kroply, Laurent Cavero

## Diễn viên
- Khatra Ould Abder Kader... Khatra
- Maata Ould Mohamed Abeid... Maata
- Mohamed Mahmoud Ould Mohamed... Abdallah
- Nana Diakité... Nana
- Fatimetou Mint Ahmeda... Soukeyna (mẹ Abdallah)
- Makanfing Dabo... Makan
- Santha Leng... Tchu

## Vinh danh
- Giải thưởng lớn Yennenga, giải bối cảnh hay nhất - Liên hoan phim Fespaco (2003)
- Giải Emile Cantillon - Liên hoan phim Namur (2002)
- Giải của giới phê bình Quốc tế - Liên hoan phim Cannes (2002)